# Daniel Cruz
Daniel Cruz, né le 9 mai 1981 en Belgique, est un footballeur belgo-colombien. Il évoluait au poste de milieu offensif.

## Biographie
Daniel Cruz évolue aux Pays-Bas, en Belgique, aux États-Unis, et en Colombie.
Il réalise la majeure partie de sa carrière en Belgique, notamment avec le club du Germinal Beerschot. Il dispute plus de 200 matchs en première division belge. 
Au sein des compétitions continentales, il joue un match en Ligue des champions de l'UEFA, deux en Coupe Intertoto (un but), et cinq en Ligue des champions de la CONCACAF (un but).

## Palmarès
- Vainqueur de la Coupe de Belgique en 2005 avec le Germinal Beerschot